# L. Ron Hubbard
Lafayette Ronald (Ron) Hubbard (Tilden, 13 maart 1911 – San Luis Obispo, 24 januari 1986) was een productieve en controversiële Amerikaanse schrijver die vooral bekend is geworden als de bedenker van Scientology. Naast boeken over filosofie, zelfontplooiing en management schreef hij voornamelijk sciencefiction, essays en gedichten. In 1950 schreef Hubbard Dianetics: The Modern Science of Mental Health en richtte een reeks organisaties op om Dianetics (Dianetica) te promoten. In 1952 verloor Hubbard de rechten op Dianetics in een faillissementsprocedure, waarna hij Scientology oprichtte. Daarna hield Hubbard toezicht op de groei van de Scientologykerk tot een wereldwijde organisatie.

## Biografie

### Jeugd
In 1911 werd Hubbard geboren in Tilden (Nebraska). Hij bracht een groot deel van zijn jeugd door in Helena (Montana). Nadat zijn vader op de Amerikaanse marinebasis op Guam was geplaatst, reisde Hubbard eind jaren twintig naar Azië en de Stille Zuidzee. In 1930 schreef Hubbard zich in aan de George Washington-universiteit om civiele techniek te studeren, maar stopte in zijn tweede jaar. Hij begon zijn carrière als een productief schrijver van pulpfictieverhalen en trouwde met Margaret Grubb, die zijn interesse in de luchtvaart deelde. Hubbard was officier bij de marine tijdens de Tweede Wereldoorlog, waar hij korte tijd het bevel voerde over twee schepen, maar beide keren uit zijn bevel werd ontheven. De laatste maanden van zijn actieve dienst bracht hij door in een ziekenhuis waar hij werd behandeld voor uiteenlopende klachten.

### Auteur
Hubbard publiceerde in de jaren dertig veel in populaire tijdschriften. Hij ontwikkelde zich als schrijver van fictie: sciencefiction, fantasieverhalen, westerns en avontuurverhalen. Final Blackout, een verhaal uit de oorlog in Europa, en Fear, een psychologisch griezelverhaal, worden als klassiekers beschouwd. In 1948 zou hij op een conferentie van sciencefictionschrijvers hebben gezegd: "Schrijven voor een penny per woord is belachelijk. Als iemand echt een miljoen dollar wil verdienen, kan hij het beste zijn eigen religie beginnen."
In mei 1950 publiceerde Hubbard een boek over zelfverbetering, Dianetics: The Modern Science of Mental Health. Met Dianatics (Dianetica) introduceerde Hubbard het concept dat hij 'auditeren' noemde: een proces dat hij in een tv-interview uit die tijd omschreef als 'onthypnotiseren' en het neutraliseren van de destructieve kracht van de in het geheugen opgeslagen registratie van traumatische gebeurtenissen. Lezers van het boek vormden dianetics-groepen en hieruit ontstond ten slotte de Scientologykerk.

### Scientology
In 1953 werden door Hubbard de eerste Scientologykerken gesticht, en in 1954 de Church of Scientology International in Los Angeles. Hij voegde ook strategieën voor organisatiebeheer toe, principes van pedagogiek, een theorie van communicatie en preventiestrategieën voor een gezond leven volgens de leringen van Scientology. Scientology werd in de jaren zestig steeds controversiëler en kwam in een aantal landen onder intense media-, regerings- en juridische druk te staan. Hubbard kreeg conflicten met de Amerikaanse overheid en emigreerde daarom naar het Verenigd Koninkrijk, maar daar zorgde hij ook voor opschudding, zozeer dat Scientology er in 1968 verboden werd. Eind jaren zestig en begin jaren zeventig bracht Hubbard een groot deel van zijn tijd op zee door op zijn persoonlijke vloot van schepen als "Commodore" van de Sea Org, een quasi-paramilitaire elitegroep.
De Scientologykerk heeft veel biografische informatie gepubliceerd met uitzonderlijke en onbewezen beweringen over het leven, de carrière en de ideeën van Hubbard. Zo zou hij tijdens de Tweede Wereldoorlog bijvoorbeeld een Nederlandse dapperheidsmedaille hebben verdiend, waarvoor echter geen enkel bewijs is.
Hubbard keerde in 1975 terug naar de Verenigde Staten en trok zich terug in de Californische woestijn na een mislukte poging om de stad Clearwater in Florida over te nemen. In 1978 werd Hubbard veroordeeld voor fraude nadat hij  bij verstek was berecht door Frankrijk. In hetzelfde jaar werden elf hooggeplaatste Scientology-leden aangeklaagd op 28 aanklachten wegens hun rol in een systematisch spionageprogramma van de Scientologykerk tegen de Verenigde Staten. Een van de aangeklaagden was Hubbards vrouw Mary Sue Hubbard, die de leiding had over het programma; zelf werd hij een niet-aangeklaagde mede-samenzweerder genoemd.

### Dood en nalatenschap

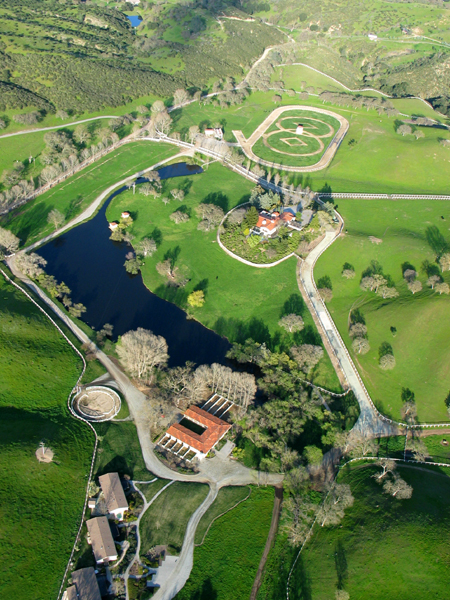
De ranch in San Luis Obispo County, Californië, waar Hubbard zijn laatste jaren doorbracht

De laatste twee jaar van zijn leven woonde Hubbard in een luxe Blue Bird camper op een Ranch in Californië, omringd door een kleine groep Scientology functionarissen. Hij bleef diep ondergedoken terwijl er in de buitenwereld controverse woedde over de vraag of hij nog leefde en zo ja, waar hij zich dan ophield. Hij bracht zijn tijd door met "schrijven en onderzoeken", aldus een woordvoerder, en hield zich bezig met fotografie en muziek, hield toezicht op bouwwerkzaamheden en verzorgde zijn dieren. Hij besteedde miljoenen dollars aan het verbouwen van het boerderijhuis - wat vrijwel onbewoond was - en bouwde een paardenrenbaan met een uitkijktoren, die naar verluidt nooit werd gebruikt.
Hij was nog steeds nauw betrokken bij het beheer van de Scientologykerk. Hij verstrekte in het geheim orders en bleef grote sommen geld ontvangen, waarvan het tijdschrift Forbes schatte dat er tot 1982 ten minste $ 200 miljoen dollar was verzameld op naam van Hubbard. In september 1985 deelde de IRS de kerk mee dat ze overwoog om Hubbard aan te klagen wegens belastingfraude.
Hubbard leed aan een slechte gezondheid, waaronder chronische pancreatitis. Op 17 januari 1986 kreeg hij een beroerte en stierf een week later. Zijn lichaam werd gecremeerd en de as werd verstrooid op zee.
Na zijn dood in 1986 kondigden de leiders van Scientology aan dat het lichaam van Hubbard een belemmering voor zijn werk was geworden en dat hij had besloten "zijn lichaam te laten vallen" om zijn onderzoek op een ander bestaansniveau voort te zetten. Hoewel veel van zijn autobiografische verklaringen fictief zijn, beschrijft de Scientologykerk Hubbard in hagiografische termen, met de bewering dat haar verslag van zijn leven feitelijk is.

## Boeken
Een selectie van de circa duizend verhalen:

### Fictie
- Buckskin Brigades (1937), ISBN 0-88404-280-4
- Final Blackout (1940), ISBN 0-88404-340-1
- Fear (1951), ISBN 0-88404-599-4
- Typewriter in the Sky (1951), ISBN 0-88404-933-7
- Ole Doc Methuselah (1953), ISBN 0-88404-653-2
- Battlefield Earth (1982), ISBN 0-312-06978-2. Nederlandse uitgave: De Slag om de Aarde (1997) ISBN 90-6552-032-5 (deel 1), ISBN 90-6552-033-3 (deel 2)
- Mission Earth (1985-87), serie van 10 boeken

### Scientology en Dianetica
- Dianetics: The Modern Science of Mental Health, New York 1950, ISBN 0-88404-416-5. Nederlandstalige uitgave, 2007: Dianetics, de Leidraad voor het Menselijk Verstand, ISBN 978-90-77378-21-2
- Child Dianetics, Wichita, Kansas 1951, ISBN 0-88404-421-1
- Dianetics 55!, Phoenix, Arizona 1954, ISBN 0-88404-417-3
- Dianetics: The Evolution of a Science Phoenix, Arizona 1955, ISBN 1-4031-0538-3. Nederlandstalige uitgave: De Ontwikkeling van een Wetenschap, 2007, ISBN 978-90-77378-20-5
- Scientology: The Fundamentals of Thought, Washington, DC 1956, ISBN 0-88404-503-X . Nederlandstalige uitgave 2007: Scientology, de Grondbeginselen van het Denken, ISBN 90-77378-14-6
- The Problems of Work, Washington, DC 1956, ISBN 0-88404-377-0. Nederlandstalige uitgave 2007: De Problemen van de Werkende Mens, ISBN 978-90-77378-15-1
- Have You Lived Before This Life, East Grinstead, Sussex 1960, ISBN 0-88404-447-5. Nederlandstalige uitgave 1979: Heeft u al eens eerder geleefd? ISBN 87-7336-038-4
- Scientology: A New Slant on Life, East Grinstead, Sussex 1965, ISBN 1-57318-037-8. Nederlandstalige uitgave 2007: Scientology, een Nieuwe Kijk op het Leven, ISBN 978-90-77378-16-8
- The Volunteer Minister's Handbook Los Angeles 1976, ISBN 0-88404-039-9
- The Way to Happiness, Los Angeles 1981, ISBN 0-88404-411-4. Nederlandstalige uitgave 2007: De Weg naar een Gelukkig Leven, ISBN 90-77378-24-3
- Selfanalysis. Nederlandstalige uitgave 2007: Zelfanalyse, ISBN 90-77378-08-1

- Bibsys: 90135260
- Biblioteca Nacional de Chile: 000244148
- Biblioteca Nacional de España: XX874106
- Bibliothèque nationale de France: cb119078718 (data)
- Catàleg d'autoritats de noms i títols de Catalunya: 981058521580106706
- CiNii: DA02532678
- Gemeinsame Normdatei: 11855400X
- International Standard Name Identifier: 0000 0000 8346 023X
- Library of Congress Control Number: n79045389
- Nationale Bibliotheek van Letland: 000032833
- MusicBrainz: 8caff84c-ab05-466f-b607-c7d304b7360b
- Bibliotheek van het Japanse parlement: 00443905
- Nationale Bibliotheek van Tsjechië: jn19990003716
- Nationale bibliotheek van Australië: 35984167
- Nationale Bibliotheek van Israël: 987007284487905171
- Nationale Bibliotheek van Polen: a0000003036889
- Nationale en Universitaire bibliotheek Zagreb: 000253191
- Nederlandse Thesaurus van Auteursnamen: 068736436
- Russische Staatsbibliotheek: 000085972
- Istituto Centrale per il Catalogo Unico: CFIV009733
- LIBRIS: 190881
- SNAC: w68d0cpz
- Système universitaire de documentation: 026926377
- Semantic Scholar: 52062644
- Trove: 1172999
- Virtual International Authority File: 95274115
- WorldCat: E39PBJcR9JbxWDxPdtT3Yrfpfq